# مانعی ندارد

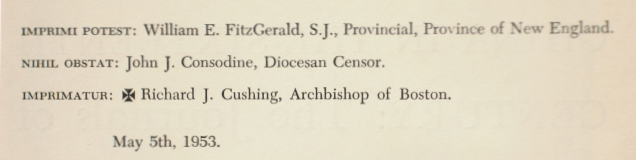
مانعی ندارد درج شده بر کتابی منتشره از سوی راندوم هاوس در سال ۱۹۵۳

مانعی ندارد (لاتین: Nihil obstat) اعلام عدم مخالفت با یک امر یا انتصاب است. این عبارت از سوی کلیسای کاتولیک به صورت مهر بر روی کتاب و غیره درج می‌شد تا اعلام شود که از سوی کلیسا آن محتوا دارای خطاهای اخلاقی یا اعتقادی نیست و ایرادی ندارد.
مانعی ندارد اولین قدم در مراحل چاپ کتاب در سایهٔ توجهات کلیسا است. اگر یکی از اعضای یک مؤسسهٔ مذهبی کتاب را نوشته باشد و کتاب از لحاظ اخلاقیات در معرض سؤال باشد، باید مجوز imprimi potest (می‌تواند چاپ شود) را هم به دست آورد. مرحلهٔ آخر imprimatur (بگذارید چاپ شود) است.